# Boulder Point
Boulder Point är en udde i Antarktis. Den ligger i Västantarktis. Argentina, Chile och Storbritannien gör anspråk på området.
Terrängen inåt land är kuperad. Havet är nära Boulder Point åt sydväst. Trakten är glest befolkad. Närmaste befolkade plats är forskningsstationen San Martín, 7,9 kilometer nordväst om Boulder Point.